# 알렉스 그리말도
알레한드로 "알렉스" 그리말도 가르시아 (Alejandro "Álex" Grimaldo García, 1995년 9월 20일 ~ )는 스페인의 축구 선수이며, 바이어 레버쿠젠에서 레프트 백으로 뛰고 있다.
2023년 7월 SL 벤피카와 계약 만료 후 바이어 레버쿠젠으로 이적했다.

## 수상

#### 벤피카
- 프리메이라리가 : 2015–16, 2016–17, 2018–19, 2022–23
- 타사 데 포르투갈 : 2016–17
- 타사 다 리가 : 2015–16
- 수페르타사 칸디두 데 올리베이라 : 2016, 2017, 2019

#### 바이어 04 레버쿠젠
- 분데스리가 : 2023-24
- DFB 포칼 : 2023-24
- DFL 슈퍼컵 : 2023-24

#### 스페인
- UEFA 유로 : 2024
- UEFA U19 유로 : 2012

### 개인
- 프리메이라리가 시즌의 팀 : 2018–19, 2022–23
- VDV 올해의 팀 : 2023-24
- 분데스리가 올해의 팀: 2023-24
- ESM 올해의 팀: 2023-24
- 유로파리그 시즌의 스쿼드: 2018-19
- U-19 유로 대회의 팀 : 2012